# نولیبرالیسم (روابط بین‌الملل)
نئولیبرالیسم در مطالعات روابط بین‌الملل به مکتبی فکری اشاره دارد که بر اساس آن دولت‌ها در روابط با دیگر دولت‌ها در درجه نخست به مزیت‌های مطلق و نه به مزیت‌های نسبی اهمیت می‌دهند یا حداقل باید اهمیت دهند. گرچه هر دو نظریه نئولیبرالیسم و ایدئولوژی اقتصاد نئولیبرال از روش شناسی‌های یکسانی استفاده می‌کنند-ازجمله نظریه بازی‌ها-با این حال همانند یکدیگر نیستند.